# 皮特·克罗斯
彼得·迈克尔·克罗斯（英語：Peter Michael Cross，1948年3月28日—），美国NBA联盟前职业篮球运动员。他在1970年的NBA选秀中第2轮第6顺位被西雅图超音速选中。